# Winter-X-Games 2022
Die Winter X Games XXVI fanden vom 21. bis 23. Januar 2022 zum 21. Mal in Folge in Aspen, Colorado statt. Das Event wurde von ESPN produziert. Ausgetragen wurden jeweils sieben Freestyle-Skiing und Snowboard-Wettbewerbe. An den Wettkämpfen nahmen 86 Athleten teil.

## Resultate

### Freestyle-Skiing

#### Knuckle Huck
| Rang | Name            |
| ---- | --------------- |
|      | Quinn Wolferman |
|      | Jake Mageau     |
|      | Alexander Hall  |

#### Superpipe
| Rang | Name            |
| ---- | --------------- |
|      | Nico Porteous   |
|      | Aaron Blunck    |
|      | David Wise      |
| 4    | Noah Bowman     |
| 5    | Birk Irving     |
| 6    | Hunter Hess     |
| 7    | Miguel Porteous |
| 8    | Ben Harrington  |

| Rang | Name            |
| ---- | --------------- |
|      | Kelly Sildaru   |
|      | Brita Sigourney |
|      | Hanna Faulhaber |
| 4    | Zoe Atkin       |
| 5    | Devin Logan     |
| 6    | Dillan Glennie  |
| 7    | Svea Irving     |
| 8    | Annalisa Drew   |

#### Slopestyle
| Rang | Name               |
| ---- | ------------------ |
|      | Andri Ragettli     |
|      | Max Moffatt        |
|      | Alexander Hall     |
| 4    | Mac Forehand       |
| 5    | Sebastian Schjerve |
| 6    | James Woods        |
| 7    | Colby Stevenson    |
| 8    | Nick Goepper       |

| Rang | Name             |
| ---- | ---------------- |
|      | Tess Ledeux      |
|      | Mathilde Gremaud |
|      | Megan Oldham     |
| 4    | Johanne Killi    |
| 5    | Kirsty Muir      |
| 6    | Maggie Voisin    |
| 7    | Kelly Sildaru    |

#### Big Air
| Rang | Name               |
| ---- | ------------------ |
|      | Alexander Hall     |
|      | Mac Forehand       |
|      | Teal Harle         |
| 4    | Édouard Therriault |
| 5    | Matěj Švancer      |
| 6    | Colby Stevenson    |
| 7    | Andri Ragettli     |
| 8    | Evan McEachran     |

| Rang | Name             |
| ---- | ---------------- |
|      | Tess Ledeux      |
|      | Megan Oldham     |
|      | Olivia Asselin   |
| 4    | Maggie Voisin    |
| 5    | Giulia Tanno     |
| 6    | Elena Gaskell    |
| 7    | Johanne Killi    |
| 8    | Mathilde Gremaud |

### Snowboard

#### Knuckle Huck
| Rang | Name                 |
| ---- | -------------------- |
|      | Marcus Kleveland     |
|      | Fridtjof Tischendorf |
|      | Dusty Henricksen     |

#### Superpipe
| Rang | Name              |
| ---- | ----------------- |
|      | Scotty James      |
|      | Ayumu Hirano      |
|      | Kaishu Hirano     |
| 4    | Ryan Wachendorfer |
| 5    | Lucas Foster      |
| 6    | Valentino Guseli  |
| 7    | Toby Miller       |
| 8    | Joey Okesson      |

| Rang | Name              |
| ---- | ----------------- |
|      | Sena Tomita       |
|      | Queralt Castellet |
|      | Haruna Matsumoto  |
| 4    | Kurumi Imai       |
| 5    | Maddie Mastro     |
| 6    | Summer Fenton     |
| 7    | Elizabeth Hosking |

#### Slopestyle
| Rang | Name             |
| ---- | ---------------- |
|      | Mark McMorris    |
|      | Marcus Kleveland |
|      | Sven Thorgren    |
| 4    | Redmond Gerard   |
| 5    | Rene Rinnekangas |
| 6    | Darcy Sharpe     |
| 7    | Maxence Parrot   |
| 8    | Ståle Sandbech   |

| Rang | Name                 |
| ---- | -------------------- |
|      | Zoi Sadowski-Synnott |
|      | Jamie Anderson       |
|      | Laurie Blouin        |
| 4    | Kokomo Murase        |
| 5    | Anna Gasser          |
| 6    | Tess Coady           |
| 7    | Hailey Langland      |
| 8    | Annika Morgan        |

#### Big Air
| Rang | Name             |
| ---- | ---------------- |
|      | Marcus Kleveland |
|      | Maxence Parrot   |
|      | Rene Rinnekangas |
| 4    | Mark McMorris    |
| 5    | Mons Røisland    |
| 6    | Taiga Hasegawa   |
| 7    | Sven Thorgren    |
| 8    | Chris Corning    |

| Rang | Name                 |
| ---- | -------------------- |
|      | Zoi Sadowski-Synnott |
|      | Jamie Anderson       |
|      | Miyabi Onitsuka      |
| 4    | Kokomo Murase        |
| 5    | Laurie Blouin        |